# Siebenschuss

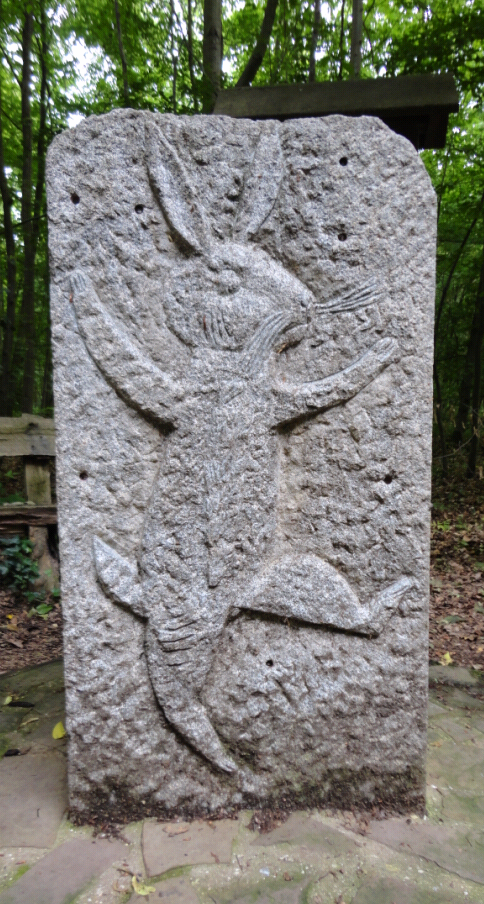
Siebenschuss

Der Siebenschuss (auch Hasenstein) ist die volkstümliche Bezeichnung für den Siebenschussstein im Kottenforst im Naturpark Rheinland in Buschhoven, einem Ortsteil der Gemeinde Swisttal im Rhein-Sieg-Kreis in Nordrhein-Westfalen. Dieser ist ein Steindenkmal, das einen Hasen zeigt. Die Geschichte zu diesem frühen Hasendenkmal geht auf den Herbst des Jahres Dreikaiserjahres 1888 zurück, als dort eine Treibjagd veranstaltet wurde. Später ging die Bezeichnung auf ein Flurstück über und wurde in amtliche Katasterkarten aufgenommen. Der Stein mit seiner Geschichte weist auch auf die historische und aktuelle Bedeutung des Kottenforsts als Jagdrevier hin.

## Hintergrund
Zu den Hintergründen der Aufstellung des Siebenschusssteines gibt es folgende Legende: „Die Treiber machten viel Lärm, um die Hasen und andere Tiere aus ihrem Versteck heraus zutreiben. Wie berichtet wird, standen sich plötzlich sieben Jäger mit erhobenen Flinten und ein einzelner Hase gegenüber. Jeder der Jäger versuchte, den Hasen zu treffen. Als der erste Schuss daneben ging, sprang der schlaue Hase auf die Jäger zu, flitzte zwischen ihren Beinen hindurch und schlug Haken um Haken, bis auch der siebte Schuss sein Ziel verfehlte. So rettete er sich ins dichte Unterholz und verschwand unter dem spöttischen Gelächter der Treiber.“ Die Sympathie gilt aber auch der Milde der Jäger, die das flinke Tier nicht weiter verfolgt hatten.

## Geschichte des Denkmals

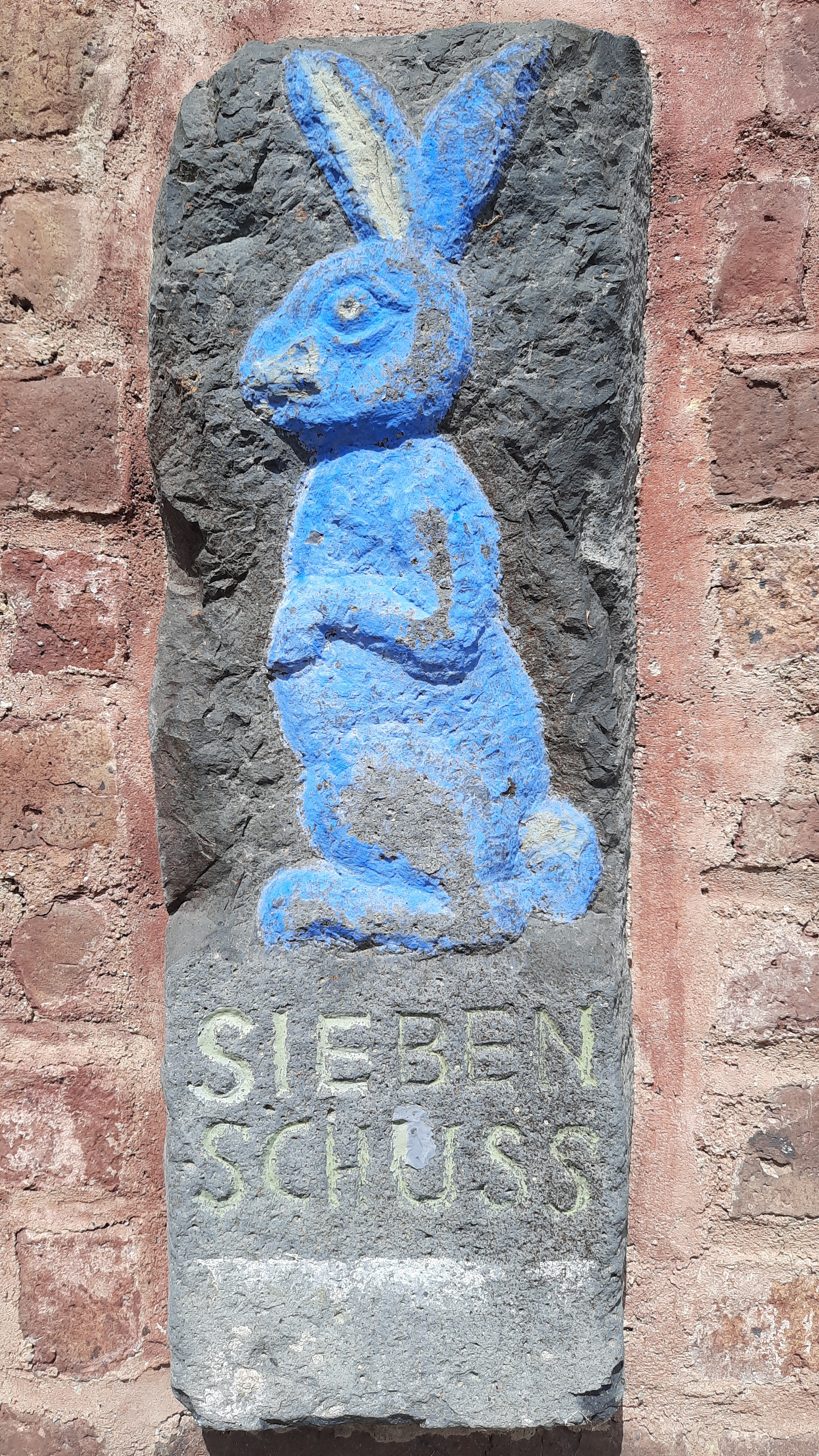
Siebenschuss Originalstein auf dem Grundstück des Forsthauses Buschhoven

Ursprünglich war der Siebenschussstein ein Grenzstein. Auf diesen Stein malte ein Unbekannter einen fetten Hasen, der Männchen macht, und schuf damit das erste Hasendenkmal. Im Volksmund wurde es bald „Siebenschuss“ genannt. 
1973 ging der Stein bei Schachtarbeiten spurlos verloren. Da Nachforschungen zunächst ergebnislos blieben, ließ die Buschhovener CDU daraufhin einen neuen Stein anfertigen. Dieser wurde vom ortsansässigen Bildhauer Herbert Höhmann nach einer Zeichnung der Buschhovener Lehrerin Adelheid Willers gemeißelt und im Mai 1979 feierlich eingeweiht. Der neue „Siebenschussstein“ ist fest im Boden verankert. 1985 tauchte auch der alte Stein wieder auf. Dieser ist heute auf dem Grundstück des Forsthauses Buschhoven, eingemauert in die Wand des Werkstattgebäudes, wieder zu sehen. 
Außerdem erinnert neben der Flurbezeichnung seit einigen Jahren die Straße Siebenschuss in Buschhoven an die Geschichte.

## Trivia
Sibbeschuss (mundartlich für „Siebenschuss“) ist der Name einer 2012 neu gebildeten Kölsch-Mundartband, welche sich nach dem Siebenschussstein benannte.
2013 wurde vom Buschhovener Schützenverein das 1. Siebenschuss-Bogenturnier veranstaltet.